# Lo Hueco
Lo Hueco es un yacimiento paleontológico situado en el término municipal de Fuentes (Cuenca, España).
El yacimiento se localiza en la Formación Margas, arcillas y yesos de Villalba de la Sierra y tanto la posición estratigráfica relativa como el contenido de macrovertebrados permiten atribuirlo al Cretácico Superior, entre las edades Campaniense superior y Maastrichtiense inferior. La localidad ha librado una abundante colección de fósiles, en la que están representados distintos grupos de plantas, moluscos, peces, tortugas, lepidosauromorfos, cocodrilos y dinosaurios saurópodos, terópodos y ornitópodos.
En 2022 fue considerado por la National Geographic Society como uno de los 17 yacimientos paleontológicos más importantes de la península ibérica.

## Ecosistema
El conjunto faunístico de Lo Hueco agrupa a elementos ya conocidos de la fauna campano-maastrichtiense europea con formas aparentemente nuevas y taxones que, hasta ese momento, resultaban inéditos en el registro ibérico. Probablemente la principal singularidad del yacimiento es el hallazgo de ejemplares parcialmente articulados (principalmente de dinosaurios titanosaurios, cocodrilos y tortugas). 
La fauna de tortugas representada en Lo Hueco está dominada por botremídidos (Pleurodira), de los que al menos uno ha sido asignado al género Iberoccitanemys.

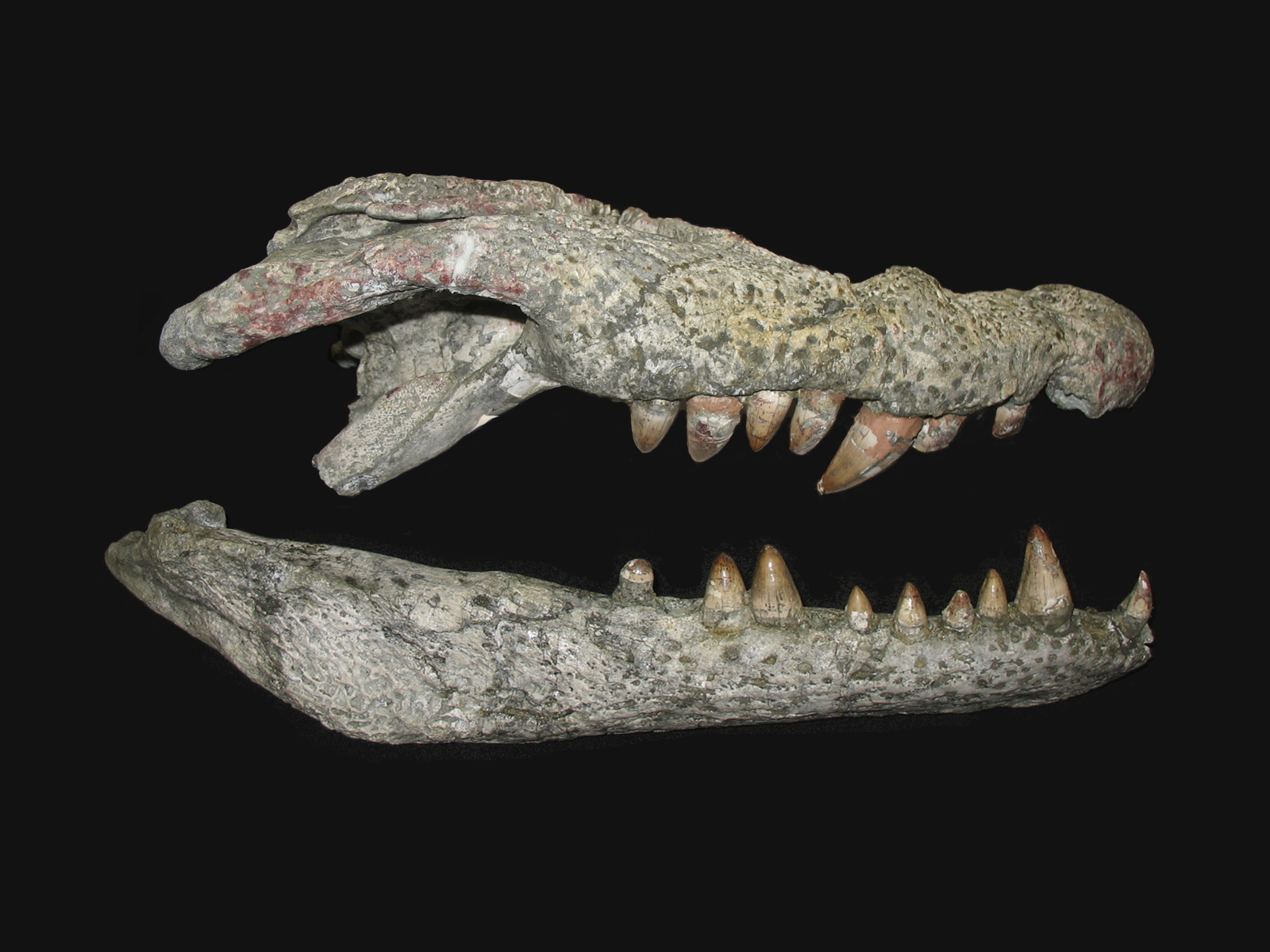
Lohuecosuchus megadontos, un cocodrilo de cráneo corto y grandes dientes encontrado en Lo Hueco.

Los restos de cocodrilos corresponden a dos especies descritas por primera vez en este yacimiento, Lohuecosuchus megadontos y Agaresuchus fontisensis, ambas de la familia Allodaposuchidae, del grupo basal de los cocodrilos eusuquios y cercanas a Allodaposuchus.
Los restos de dinosaurios terópodos muestran la presencia de varias especies de dromaeosáuridos. Por otra parte, se identifica la presencia de varias formas distintas de saurópodos titanosaurios, que contrasta con la escasa diversidad previamente reconocida en la península ibérica. Entre estas formas destaca un titanosaurio nuevo, Lohuecotitan pandafilandi, próximo al género Ampelosaurus. El registro de ornitópodos parece estar compuesto exclusivamente por formas cercanas a Rhabdodon.
En agosto de 2016 se presentó al público Lohuecotitan pandafilandi, el primer dinosaurio registrado como propio del yacimiento cuya denominación específica homenajea a las aventuras de Don Quijote de la Mancha. Se trata de un titanosaurio de más de 15 metros de longitud. En 2024 fue descrita otra especie nueva de titanosaurio, Qunkasaura pintiquiniestra.

## Excavación
El hallazgo se produjo en mayo de 2007 como consecuencia de las obras del Acceso Ferroviario de Alta Velocidad Madrid-Levante. La fase de excavación asociada a las obras comenzó en junio del 2007. Participaron en la primera fase 16 paleontólogos de la empresa Portsaurios S. L. con la dirección técnica de paleontólogos de la UAM (José Luis Sanz), el convenio Museo de Ciencias de Castilla-La Mancha-UAM (Fernando Escaso) y la UNED (Francisco Ortega).
Las excavaciones y el seguimiento paleontológico se extendieron hasta la finalización de las obras en 2008 y se recuperaron unos 8000 fósiles.

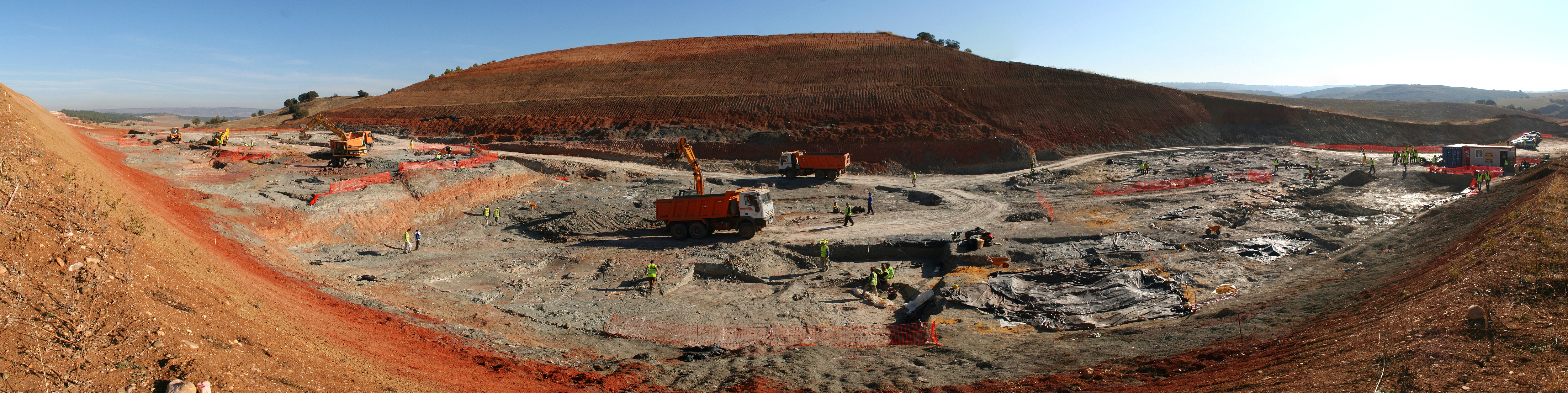
Aspecto general de las obras del ferrocarril con las excavaciones paleontológicas en primer término.